# Papaver walpolei
Papaver walpolei là một loài thực vật có hoa trong họ Anh túc. Loài này được A.E. Porsild mô tả khoa học đầu tiên năm 1939.